# قطعنامه ۱۴۷ شورای امنیت
قطعنامه ۱۴۷ شورای امنیت سازمان ملل متحد که در تاریخ ۲۳ اوت ۱۹۶۰ تصویب شد، سندی بین‌المللی دربارهٔ پذیرش اعضای جدید سازمان ملل متحد: بنین است. این قطعنامه طی نشست ۸۹۱ام با ۱۱ موافق، ۰ مخالف و ۰ ممتنع تصویب شد.